# Olivierus caucasicus
Espèce
Synonymes
- Androctonus caucasicus Nordmann, 1840
- Mesobuthus caucasicus (Nordmann, 1840)
- Scorpio caucasius Fischer, 1813
- Buthus cognatus Simon, 1889
- Buthus caucasicus fischeri Birula, 1905

Olivierus caucasicus est une espèce de scorpions de la famille des Buthidae.

## Distribution
Cette espèceen Géorgie, en Arménie, en Azerbaïdjan, en Iran, en Azerbaïdjan, en Iran, en Turquie et  en Russie en Ciscaucasie,. Elle se rencontre aussi ponctuellement en Ukraine ou elle a probablement été introduite.

## Description
Les mâles mesurent de 50 à 55 mm et les femelles de 58 à 75 mm.

## Systématique et taxinomie
Cette espèce a été décrite sous le protonyme Androctonus caucasicus par Nordmann en 1840. Elle est placée dans le genre Buthus par Simon en 1879, dans le genre Mesobuthus par Vachon en 1950 puis dans le genre Olivierus par Kovařík en 2019.

## Étymologie
Son nom d'espèce lui a été donné en référence au lieu de sa découverte, le Caucase.

## Publication originale
- Nordmann, 1840 : « Notice sur les Scorpions de la faune pontique. » Voyage dans la Russie méridionale et la Crimée, par la Hongrie, la Valachie et la Moldavie, exécutée en 1837, sous la direction de M. Anatole de Demidoff, par Mm. de-Sainson, Le-Play, Huot, Leleveille, Raflet, Rousseau, de Nordmann et du Ponceau ; dédié à S. M. Nicolas 1er, Empereur de toutes les Russies, vol. 3, p. 751-752 (texte intégral).